# Carlos Miró-Quesada Laos
Carlos Miró-Quesada Laos (Lima, 19 de octubre de 1903 - Bruselas, 4 de noviembre de 1969) fue un abogado, periodista, diplomático y político peruano.

## Biografía

### Familia y estudios
Nacido en Lima en 1903, fue hijo de Antonio Miró-Quesada de la Guerra y María Laos Argüelles. Su padre, reconocido político y periodista, fue presidente del Congreso y director de El Comercio. Realizó sus estudios escolares en el colegio de la Inmaculada de Lima y en él Tome School de Maryland, y cursó estudios superiores en las universidades de Oxford, La Sorbona y San Marcos, graduándose de abogado en Lima (1932).
En 1936, se había casado con Rosa Moreyra y Paz-Soldán, con quien tuvo una única hija. Posteriormente, tuvo dos hijas más con Beatriz Eguren Carranza.

### Carrera periodística
En 1921, ingresó a El Comercio, de cuya edición vespertina fue director desde 1928 hasta 1934 (con una interrupción en 1929 cuando fue confinado en San Lorenzo por el gobierno de Leguía). Al año siguiente, sus dos padres fueron asesinados en un atentado perpetrado por una célula paramilitar aprista. El asesino fue Carlos Steer, un joven activista aprista de la base de Barranco, por lo que la dirección general del diario pasó a su tío Aurelio Miró Quesada, mientras que la subdirección a él. Considerado uno de los principales defensores y propagandistas del fascismo en su país, fue deportado por el gobierno de Benavides en 1937, por lo que permaneció en Europa hasta la salida del régimen militar en 1940.
En 1944, fundó el partido conservador de tendencia antiaprista Renovación Nacional que tuvo mediana presencia política y desde el que postuló a una senaduría por el Callao en 1945. Este año se trasladó a Argentina, donde permaneció tres años dedicado a actividades académicas y periodísticas como colaborador de La Nación y el Clarín de Buenos Aires, y El Mercurio de Chile.
En el 2016, su nieto José Carlos Yrigoyen, publicó su biografía titulada Orgullosamente solos, en la que detalla sus relaciones con el fascismo, así como su carrera política en la posguerra.

## Carrera diplomática
En 1949, ingresó al servicio diplomático en Torre Tagle y el gobierno militar de Manuel Odría lo nombró embajador en Chile, puesto en el que permaneció hasta 1952, cuando fue transferido a la embajada del Perú en México. Desde esta posición intervino en la reanudación de las relaciones diplomáticas del Perú con Costa Rica, por lo que fue enviado en misión especial a este país y luego a Nicaragua. 

### Embajador en Brasil
En 1953, fue designado embajador en Río de Janeiro, cargo en el que se mantuvo hasta 1954 cuando renunció irrevocablemente ante la decisión de Odría de permitir la salida del país de Víctor Raúl Haya de la Torre. 

### Participación Política
A su regreso a Lima, se unió a la conspiración para colocar en el gobierno al general Zenón Noriega, pero descubierto el complot se refugió en la embajada brasileña y luego se exilió a Chile. En 1956, fuertemente deteriorado el régimen militar, Odría permitió el regreso de sus enemigos políticos y convocó a elecciones generales. En ellas, Miró-Quesada se presentó como candidato de Restauración Nacional a la Presidencia con la intención de luego retirar su postulación en favor de Manuel Prado y hacer más sólido el voto antiaprista; sin embargo, Prado, inseguro de su victoria, se alió al APRA, por lo que inmediatamente Miró-Quesada retiró su apoyo.
En 1962, apoyó la candidatura de Fernando Belaúnde Terry frente a la de Haya y de la misma forma en 1963. 

### Embajador en Bélgica y en Italia
Desde 1963 hasta 1966, fue embajador del Perú en Bélgica y luego en Italia hasta 1968 cuando renunció por la decisión del gobierno de disculparse con Armando Villanueva del Campo, presidente de la Cámara de Diputados a quien se había negado a recibir en Roma. 
Luego de la caída de Belaúnde, el Gobierno de Juan Velasco Alvarado lo restituyó como embajador en Italia (1969) y, luego, nuevamente en Bélgica (abril - noviembre de 1969).
Miró-Quesada falleció el 4 de noviembre de 1969 en un hospital de Bruselas, dos semanas después de sufrir un accidente vehicular. 

## Publicaciones
- Intorno agli Scritti e Discorsi di Mussolini. Milán: Fratelli Treves Editori, 1937.
- Lo que he visto en Europa. Lima: Imprenta Torres Aguirre, 1940.
- Tres conferencias. Lima: Editorial Lúmen, 1941.
- Ficción y realidad del Ecuador y otras cinco conferencias. Lima: Tipografía Peruana S.A., 1942.
- La defensa del Callao. Lima: Editorial Lúmen, 1943.
- El Paraguay. Lima: Imprenta Torres Aguirre, 1943.
- Ha muerto Riva Agüero. Lima, 1944.
- Pueblo en Crisis. Buenos Aires: Emecé Editores S. A., 1946.
- Rumbo literario del Perú. Buenos Aires: Emecé Editores S. A., 1947.
- Sánchez Cerro y su tiempo. Buenos Aires: El Ateneo, 1947.
- Historia del periodismo peruano. Lima: Talleres Gráficos P. Villanueva S.A., 1957.
- De santa Rosa a la Perricholi: páginas peruanas. Lima: Talleres Gráficos P. Villanueva S.A., 1958.
- Roque Sáenz Peña. Lima: Imprenta Mariscal Castilla, 1958.
- Radiografía de la política peruana. Lima: Talleres Gráficos Mercagraph S.A., 1959. (Otra Ed. 1959).
- Los O'Higgins y Lima. Santiago, 1960.
- Autopsia de los partidos políticos. Lima: Ediciones Paginas Peruanas, 1961.

| Predecesor: Javier Correa Elías           | Embajador peruano en Santiago de Chile 1949 - 1952                        | Sucesor: Alberto Wagner de Reyna     |
| Predecesor: Marcos García Arrese          | Embajador peruano en la Ciudad de México 1952 - 1953                      | Sucesor: Óscar Rebagliati Martins    |
| Predecesor: César Canevaro Laos           | Embajador peruano en Río de Janeiro 1953 - 1954                           | Sucesor: Julio Doig Sánchez          |
| Predecesor: César Canevaro Laos           | Embajador peruano en Bruselas 19 de febrero de 1963 a 1967                | Sucesor: Julio C. Doig Sánchez       |
| Predecesor: Alfonso Arias Schreiber Pezet | Embajador peruano en Roma 1969 a septiembre de 1969                       | Sucesor: Alejandro Deustua Arróspide |
| Predecesor: César Canevaro                | Embajador peruano en Bruselas septiembre de 1969 a 4 de noviembre de 1969 | Sucesor: Julio C. Doig-Sánchez       |